# ライラエル 氷の迷宮
『ライラエル 氷の迷宮』（ライラエル こおりのめいきゅう、原題 : Lirael）は、2001年に発表された、ガース・ニクス著のダークファンタジー小説『古王国記』シリーズの第2巻。

## ストーリー
サブリエルの戦いから14年後、古王国では再びチャーターストーンが破壊され、陰謀めいた影がうごめいていた。
一方、クレア氷河では、ライラエルは14歳の誕生日になっても「先視の力」を授からず、一族からの疎外感を覚えていた。氷河に身を投げて自殺しようと決意するが躊躇していると、そこにサブリエルが現れる。そして、クレアの図書館で働く事になり、ライラエルは不評の犬と共に冒険の日々を過ごし、自らの運命を知ることに・・・。

## 登場人物
ライラエル
主人公。クレア族の娘。
不評の犬
ライラエルが作り出した犬の精霊だが、製作過程でフリーマジックが紛れ込んだ。
サメス
古王国の王子。サブリエルの息子。
ニコラス・セイアー
アンセルスティエール人。サメスの友人。
モゲット
正体不明の古代からのフリーマジックの化け物。しかし、普段は首輪のランナによって拘束され猫の姿をしている。
ヘッジ
古代の強大な力の手先となっているネクロマンサー。
エミリア
古王国の王女。サメスの姉。
サブリエル
第53代アブホーセン。タッチストーンと結婚した。
タッチストーン
古王国の王。